# 爱玛科技

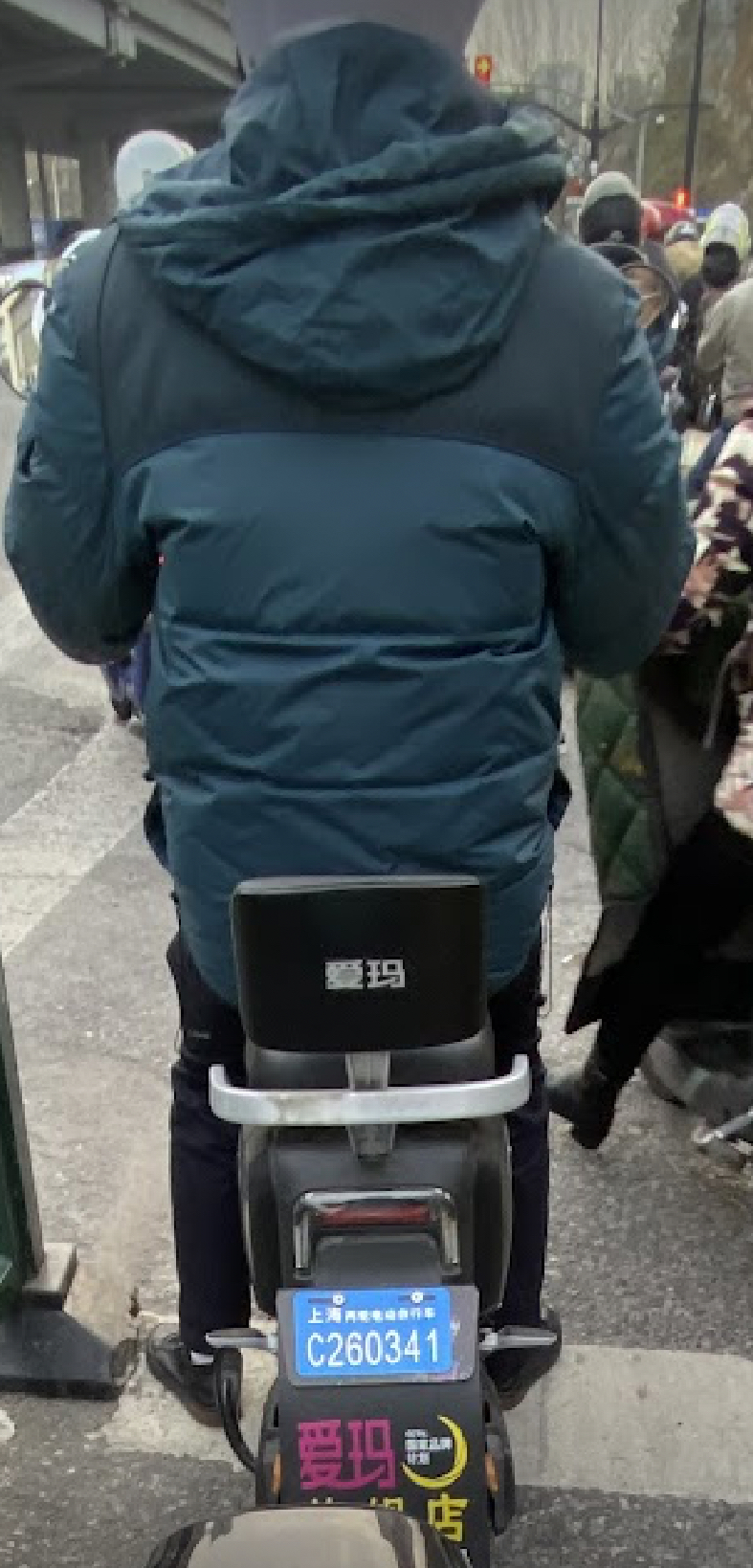
愛瑪電瓶車

爱玛科技（上交所：603529）簡稱爱玛，是中華人民共和國一家電動自行車以及電動摩托車生產企業。

## 历史
成立於1999年的天津。2004年進入電動自行車領域。2021年在上海證券交易所上市。其競爭對手為雅迪。該公司的爱玛电动车多次被曝光不符合标准。

## 外部連結
- 官方网站